# Río Yákornaya Shchel
El río Yákornaya Shchel o Jadzhipse (del ruso: Я́корная Щель; Хаджипсе) es un corto río del distrito de Lázarevskoye de la unidad municipal de la ciudad-balneario de Sochi del krai de Krasnodar de Rusia. 

## Curso
Tiene una longitud de 10 km. Nace las estribaciones más occidentales del Cáucaso, en las primeras cordilleras desde el mar, en la cordillera Yákorni que separa su valle del valle del río Shajé al oeste de Otrádnoye y discurre durante su curso en dirección predominante suroeste hasta llegar a Yákornaya Shchel, donde recibe a su principal afluente, el Jadzhiyek (de unos 6 km de longitud y que nace en 43°48′54″N 39°32′50″E / 43.81500, 39.54722), y desemboca en el mar Negro tras pasar por debajo de la carretera federal M27 Dzhubga-frontera abjasa y la línea Tuapsé-Sujumi del ferrocarril del Cáucaso Norte.
El seló Verjneyákornaya Shchel está situado entre los valles del Jadzhipse y del Jadzhiyek.